# Gifts from Enola
I Gifts From Enola sono una band post-rock statunitense proveniente da Harrisonburg, Virginia. La band ha ricevuto il premio come "release of the month" da The Silent Ballet nel settembre 2006 per il loro album Loyal Eyes Betrayed the Mind.

## Formazione
- Andrew Barnes - chitarra
- Nathaniel Dominy - basso, tastiere, campionatore, coro
- CJ Deluca - chitarra
- Jud Mason - batteria
- Wade Vanover (LJ Stank) - luci
- Tim Skirven - chitarra, tastiere, campionatore

## Discografia
- 2006 - Loyal Eyes Betrayed the Mind
- 2008 - Harmonic Motion Volume I (assieme ai You.May.Die.In.The.Desert)
- 2009 - From Fathoms
- 2010 - Gifts From Enola